# Chawadapur, Mudhol
Chawadapur là một làng thuộc tehsil Mudhol, huyện Bagalkot, bang Karnataka, Ấn Độ.